# Долне Обдоковце
Долне Обдоковце (словац. Dolné Obdokovce) — село, громада округу Нітра, Нітранський край. Кадастрова площа громади — 10.19 км².
Населення 1184 особи (станом на 31 грудня 2018 року).

## Історія
Долне Обдоковце згадується 1228 року.

## Населення
| Рік:            | 1994. | 2004. | 2014.   | 2024.   |
| --------------- | ----- | ----- | ------- | ------- |
| Кількість осіб: | 1111  | 1111  | 1193    | 1130    |
| Різниця:        |       | +0 %  | +7,38 % | -5,28 % |

| Рік:            | 2023. | 2024.   |
| --------------- | ----- | ------- |
| Кількість осіб: | 1136  | 1130    |
| Різниця:        |       | -0,52 % |